# Whenuakite
```

```

Whenuakite est une localité de la Péninsule de Coromandel située dans l'Île du Nord de la Nouvelle-Zélande.

## Situation
La route State Highway 25/S H 25 (en) passe à travers la ville de Whenuakite. 
La ville de Whitianga est au nord-ouest, celle de Coroglen est à 8 km à l'ouest, Cooks Beach' et Hahei sont au nord,  la plage de Hot Water Beach est au nord-est, et Tairua à 18 km vers le sud-est. 
Le fleuve Whenuakite s'écoule à partir des collines côtières vers l’est à travers la zone drainée par le port de Whitianga Harbour|  , .

## Éducation
L’école de Whenuakite est une école mixte assurant tout le primaire, (allant des années 1 à 8 avec un taux de décile de 8 et un effectif de 131 élèves.
L'école a célébré son 100 e anniversaire en 2008.